# Johann Leopold Grabner zu Rosenburg
Johann (Hans) Leopold Grabner zu Rosenburg (* im 16. Jahrhundert; † vor 1610) war ein Adeliger des Herzogtums Österreich unter der Enns.

## Biografie

### Familie

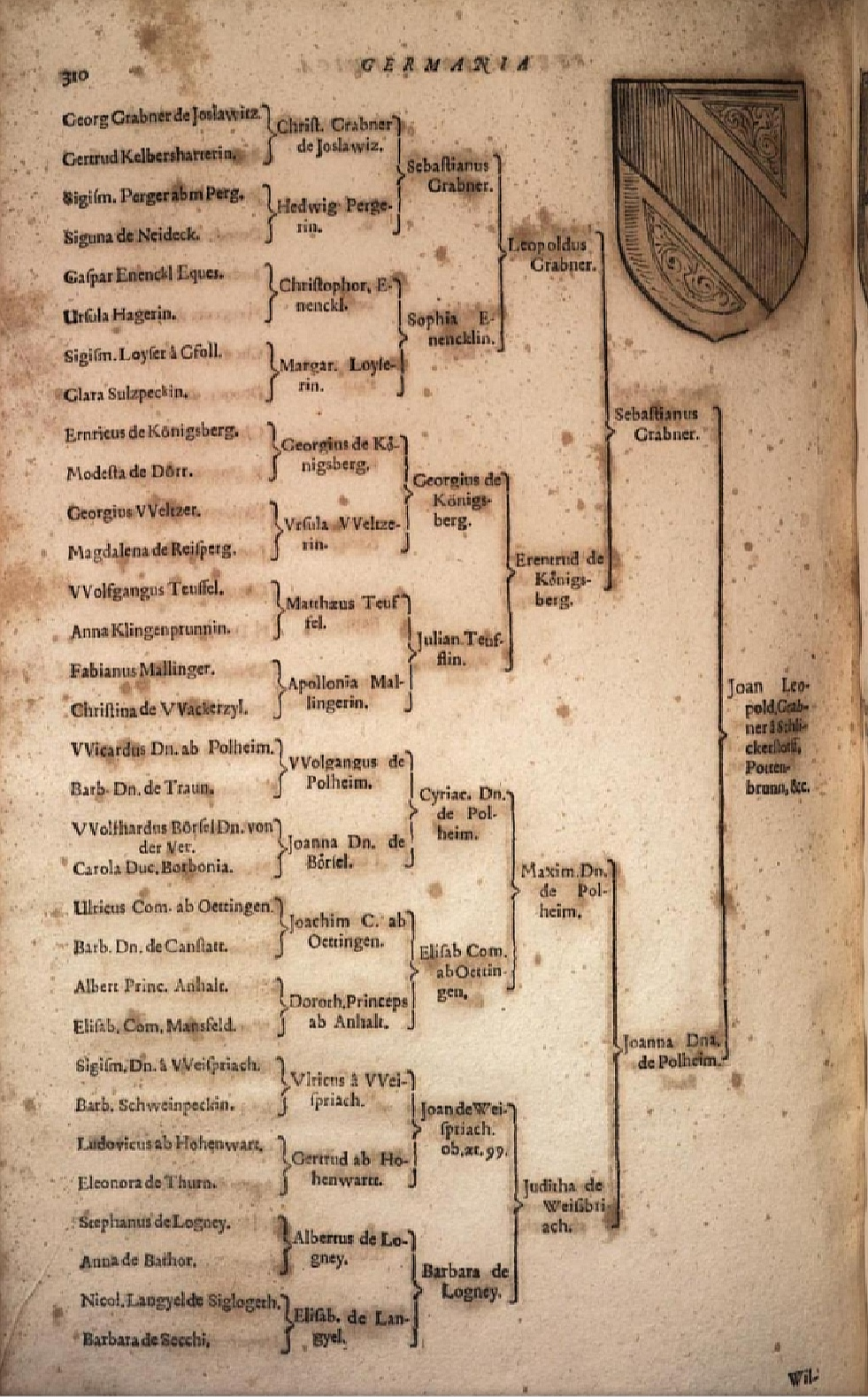
Adelsprobe mit Wappenschild. Vorfahren des Johan Leopold Grabner [Joan Leopold Grabner, Schlickersdorff, Pottenbrunn eenz] aus „Germania topo-chrono-stemmato-graphica sacra et profana opera“, Band 3, Seite 310, von Gabriel Bucelinus (1671)

Johann Leopold Grabner war ein Sohn des Sebastian Grabner zu Rosenburg aus der Zweiten Niederösterreichischen Linie der Grabner zu Rosenburg der weitverzweigten Herren von Graben und der Johanna von Polheim. Die Grabner zählten im Laufe des 16. und beginnenden 17. Jahrhunderts zu den reichsten und angesehensten Familien Österreichs.
Die Familie Polheim war mit den bedeutendsten Familien der Habsburgermonarchie und darüber hinaus verwandt; so entstammte seine Mutter via ihrer Großmutter Elisabeth Gräfin von Öttingen (* 1503) dem Haus Öttingen, und mittels ihrer Urgroßmutter Johanna von Borsselen, Gräfin von der Veer (* 1476; † 1509) den Geschlechtern Borsselen und Bourbon-Montpensier, Abkömmlinge von König Ludwig dem Heiligen von Frankreich.
Grabners Onkel entstammten den Geschlechtern Althann, Abensberg-Traun und Salm; über seine Schwester Maria Grabner von Rosenburg (1589–1623) war er mit Johann Ludwig Graf von Kuefstein, einem Diplomat und Romanübersetzer der Barockzeit, verschwägert.
| Ahnentafel da Johann Leopold Grabner zu Rosenburg | Ahnentafel da Johann Leopold Grabner zu Rosenburg                                                       | Ahnentafel da Johann Leopold Grabner zu Rosenburg                                                       | Ahnentafel da Johann Leopold Grabner zu Rosenburg                                                       | Ahnentafel da Johann Leopold Grabner zu Rosenburg                                                       | Ahnentafel da Johann Leopold Grabner zu Rosenburg | Ahnentafel da Johann Leopold Grabner zu Rosenburg |
| ------------------------------------------------- | --- | --- | --- | --- | ------------------------------------------------- | ------------------------------------------------- |
| Urgroßeltern                                      | Sebastian I. Grabner zu Rosenburg († 1535) ⚭ Sophia Ennenkel                                            | Georg IV. von Königsberg (* 1489; † 1556) ⚭ Juliana Teufel von Krottendorf                              | Cyriak Freiherr von Polheim (* 6. Juni 1495; † 2. Juli 1533) ⚭ 1517 Elisabeth Gräfin von Oettingen      | Johann von Weißpriach ⚭ Barbara Lónyay (* 1505)                                                         |                                                   |                                                   |
| Großeltern                                        | Leopold Grabner zu Rosenburg (* 1528; † 1583) ⚭ Ehrentraud von Königsberg                               | Leopold Grabner zu Rosenburg (* 1528; † 1583) ⚭ Ehrentraud von Königsberg                               | Maximilian von Polheim und Wartenberg (* 1525; † 20. 4. 1570) ⚭ Judith von Weißpriach († 5. 11. 1578)   | Maximilian von Polheim und Wartenberg (* 1525; † 20. 4. 1570) ⚭ Judith von Weißpriach († 5. 11. 1578)   |                                                   |                                                   |
| Eltern                                            | Sebastian II. Grabner zu Rosenburg († 1613) ⚭ Johanna Freiin von Polheim (* 14. 6. 1561, † 15. 6. 1593) | Sebastian II. Grabner zu Rosenburg († 1613) ⚭ Johanna Freiin von Polheim (* 14. 6. 1561, † 15. 6. 1593) | Sebastian II. Grabner zu Rosenburg († 1613) ⚭ Johanna Freiin von Polheim (* 14. 6. 1561, † 15. 6. 1593) | Sebastian II. Grabner zu Rosenburg († 1613) ⚭ Johanna Freiin von Polheim (* 14. 6. 1561, † 15. 6. 1593) |                                                   |                                                   |
| Johann Leopold Grabner zu Rosenburg († vor 1610)  | | | | |                                                   |                                                   |

### Tätigkeit

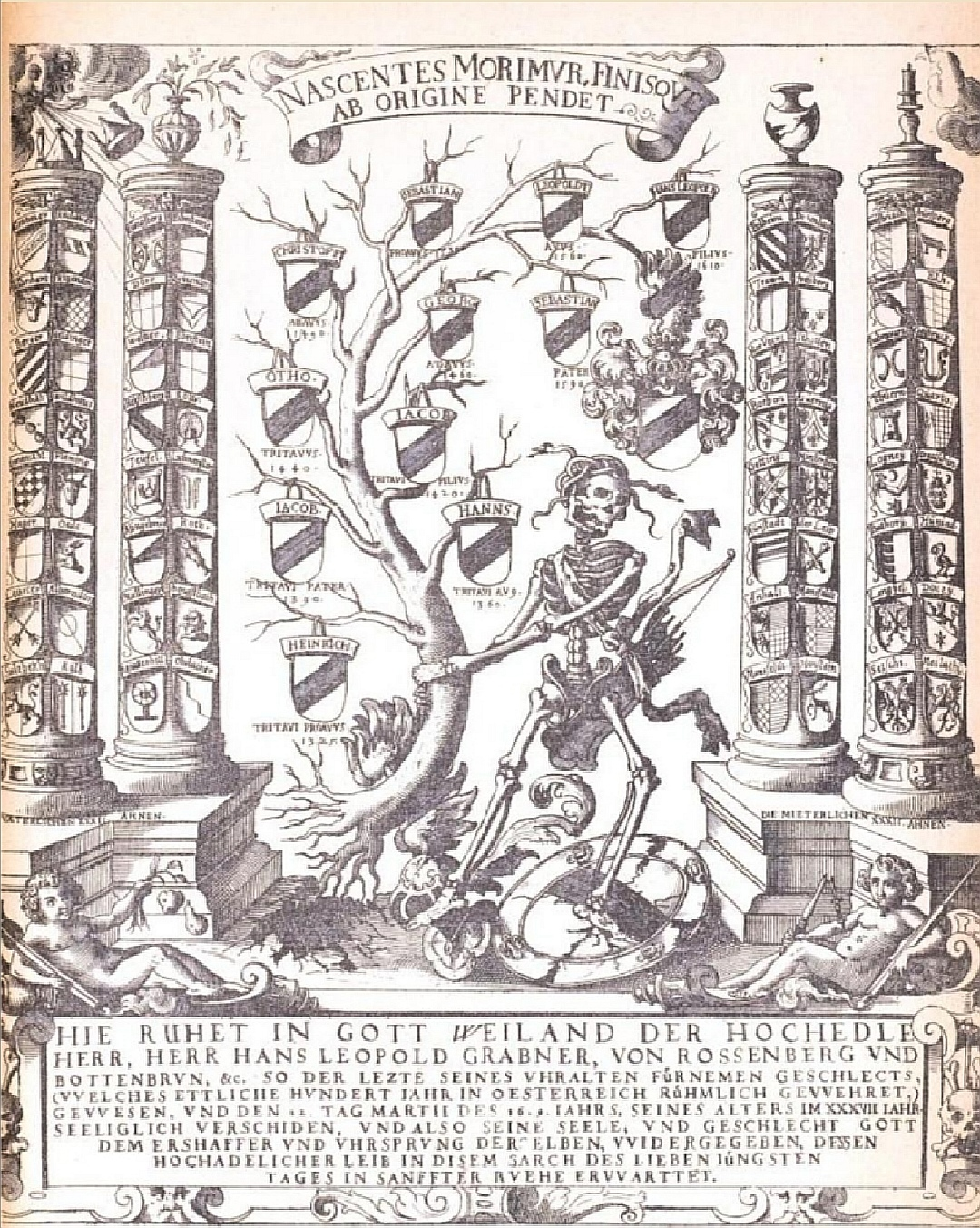
Memento mori des Johann Leopold Grabner zu Rosenburg auf seinem Sarg

Grabners Familie war während der Reformationszeit eine der führenden protestantischen Familien des Landes. Gemeinsam mit seinem Vater war Johann Leopold einer der Unterzeichner des Horner Bundes, dem Zusammenschluss der protestantischen Stände von Niederösterreich, Mähren sowie Oberösterreich.
Johann Leopold Grabner verstarb, sich auf Reisen befindlich, noch unverheiratet vor seinem Vater. Der Kupferstich auf seiner Grabtafel weist ihn als Letzten seines Geschlechts aus, was aber nicht richtig ist, denn die Familie Grabner wurde noch durch seinen jüngeren Bruder Friedrich Christoph Grabner zu Rosenburg weitergeführt.

## Information
Die Daten zu diesem Artikel wurden aus der Von Graben Forschung von Matthias Laurenz Gräff übernommen.